# Esperanza (Santa Fe)

Collocazione di Esperanza nel dipartimento

Esperanza è una città nella provincia di Santa Fe, in Argentina. È il capoluogo del dipartimento di Las Colonias della suddetta provincia.

## Geografia
Esperanza è situata a 30 km a ovest della capitale provinciale Santa Fe.

## Storia
Il 15 giugno 1853 l'impresario argentino Aarón Castellanos firmò un contratto con il governo della provincia di Santa Fe per la colonizzazione di alcuni terreni posti ad ovest della città di Santa Fe. Le prime 206 famiglie di coloni che giunsero qui tra la fine di gennaio e l'inizio di giugno del 1856 erano svizzeri dei cantoni del Vallese, Berna, Zurigo, Argovia e Vaud, francesi, belgi e lussemburghesi. Ad ogni nucleo famigliare fu assegnato e ceduto un appezzamento di terreno da coltivare. La distribuzione delle famiglie avvenne su base linguistica e religiosa: la parte occidentale dell'abitato fu assegnata ai coloni di lingua francese e di fede cattolica, mentre quella orientale a quelli di lingua tedesca e di fede protestante. Colonia Esperanza, come fu chiamato da Castellanos l'insediamento, divenne così la prima colonia agricola organizzata dell'Argentina. Nel 1858 vi s'insediò anche un nutrito gruppo di emigrati piemontesi. I primi anni di vita della colonia furono tuttavia caratterizzati da notevoli difficoltà, come l'isolamento, le invasioni delle cavallette e i nubifragi. Nel 1861 s'insediò il primo consiglio municipale di Esperanza. Nel 1870 il presidente argentino Domingo Faustino Sarmiento visitò la cittadina.
Nel 1869, l'insediamento contava 344 abitanti, nel 1881 2.000 e nel 1903 6.585. Nel 1884 Esperanza fu proclamata città e capoluogo del dipartimento di Las Colonias. L'anno seguente la cittadina fu raggiunta dalla ferrovia, fatto che garantì una costante crescita dell'agricoltura e dell'industria locale. Nel 1892 Esperanza ospitò il primo Congresso Agrario Argentino.
Il poeta José Pedroni (1899-1968) che, sebbene nato nella città di Galvez (Santa Fe), ha raggiunto la città e i suoi abitanti (e scherzato "I loro nomi sono stati rari. Gauchos sono stati in grado di pronunciare la loro morte".) come il loro immortalato nelle sue poesie:
Con la vostra terra di nascita gioito.
Era il giorno della Vergine.
E 'stato solo un altro giorno.
Joy campane
in tutta l'America.
E 'stato l'otto settembre.
Lode''
(Oda a Esperanza)
Nel 1944 il governo nazionale decretò che l'8 settembre, la festa della Vergine Maria (patrono di Esperanza), fosse la Giornata Nazionale dell'Agricoltore. Nel 1979 Esperanza è stata dichiarata sede permanente del Festival Nazionale dell'Agricoltura.

## Monumenti e luoghi d'interesse
- Monumento all'Agricoltura, realizzato nel 1910 dagli scultori Fontana e Scarabelli è situato nella centrale plaza San Martín[2].
- Palazzo Municipale, costruito in forme neoclassiche nel 1882.
- Basilica della natività della Santissima Vergine, di rito cattolico, è stata costruita su un tempio preesistente tra il 1922 ed il 1932 prendendo spunto dalla Basilica dello Spirito Santo di Buenos Aires.
- Chiesa Evangelica, costruita nel 1891 in forme neogotiche, è situata in plaza San Martín di fronte alla chiesa cattolica.
- Chiesa di San Giorgio, appartiene alla Chiesa greco-ortodossa di Antiochia e fu costruita nel 1949.

## Cultura

### Istruzione

#### Musei
- Museo della Colonizzazione
- Museo Hector Borla

#### Università
Esperanza ospita le facoltà di veterinaria e di agraria dell'Università Nazionale del Litorale.

## Economia
L'economia locale è basata principalmente sull'industria metallurgica, su quella del cuoio, del legname, sull'allevamento e sulla produzione lattiero-casearia.

## Curiosità
- 1867

Gli agricoltori hanno dovuto far fronte con le nuvole di locuste distrutto i raccolti digerito nei campi, le ali producono un stridenti e di sinistra, una volta morto, un cattivo odore. Uomini, donne e bambini sventolavano bandiere tipo di alta al termine di lunghe lance e battendo i tamburi per spaventare via.
- 1899

"Nella piazza centrale è stato il primo matrimonio civile di Argentina, due immigrati provenienti da due diverse denominazioni, che il rifiuto del matrimonio, dando la loro religione ha deciso di farlo di fronte ad un'assemblea di vicini di casa di prendere una chiara volontà di matrimonio, una riflessione su come la democrazia è stato fatto in cantoni svizzeri. Questo atto è un antecedente alla creazione del Registro Civile, che si trova nella provincia di Santa Fe nel 1899. "